# Búcaro

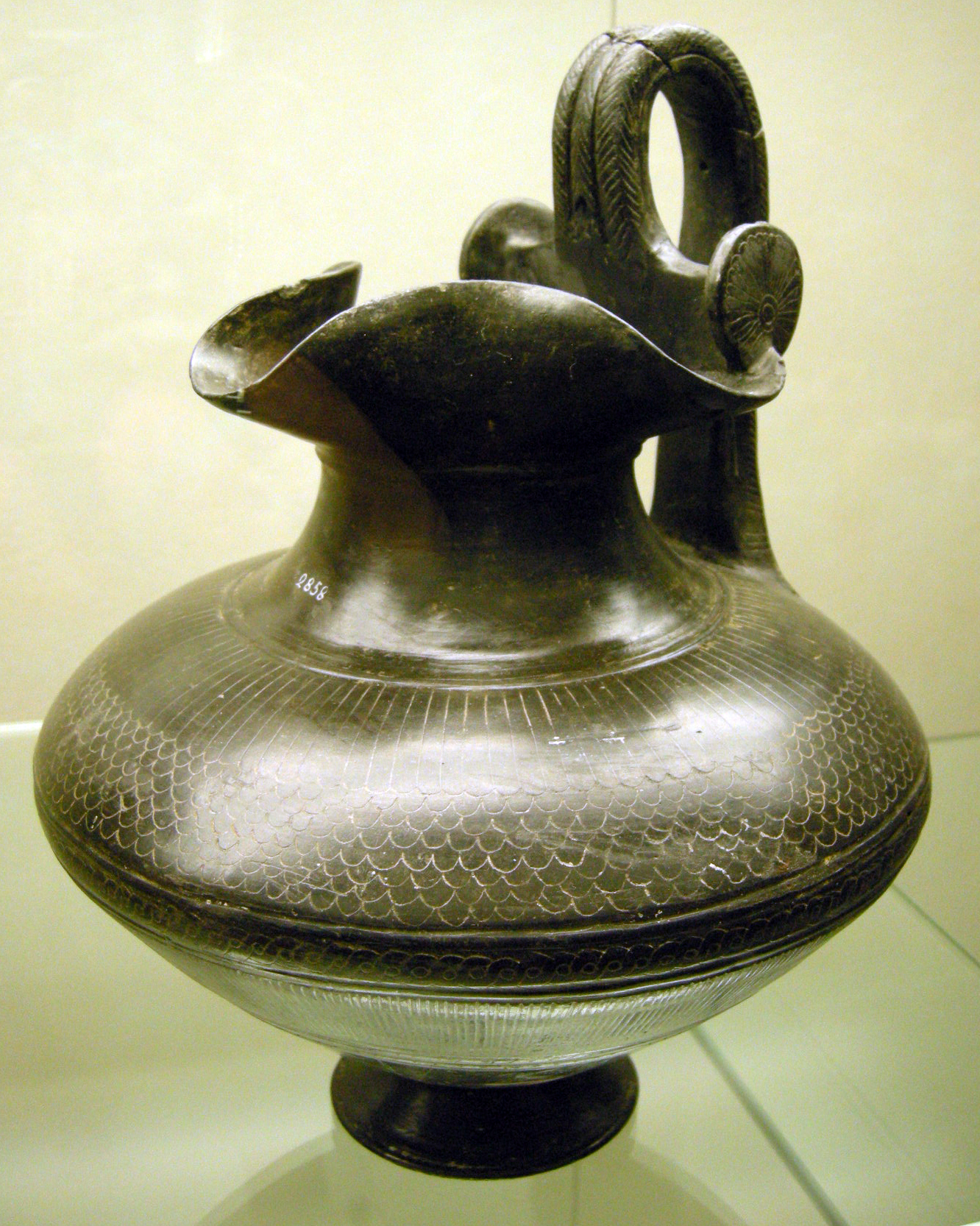
Búcaro enócoa da Etrúria meridional, início do século VI a.C.

Búcaro (em italiano: bucchero; do português bucare) ou púcaro etrusco foi um tipo de cerâmica negra característica dos etruscos antigos. Acredita-se que começou a ser produzida no início do século VII a.C., na cidade etrusca de Cerveteri.
O método de cozimento tornava a cerâmica negra e fazia brilhar suas superfícies, queimando cuidadosamente as peças depois de cozidas. As urnas e vasos etruscos feitos com esse sistema se parecem bastante com os vasos gregos, construídos igualmente com materiais locais. Não se sabe se há relação com o impasto, cerâmica típica da Cultura Villanova.
O processo de fabricação requeria fornos capazes de suportar temperaturas de 900 °C a 1050 °C.

## Etimologia
O termo português bucare (variação de "púcaro", latim poculum, "copo") se referia a diversas vasilhas das culturas sul-americanas conquistadas por Portugal. Os italianos tomaram o nome no século XIX, que a arqueologia moderna aplicou a este tipo de cerâmica etrusca.

## Histórico do consumo
A geofagia, uma das modalidades de alotriofagia, é uma prática relativamente frequente através das épocas e culturas; quando o consumo é feito por meio de vasos de argila, convenciona-se chamar de bucarofagia. Apesar do costume ter sido documentado até meados do século XIX, teve sua maior expressão na cultura ocidental entre as nobres ibéricas durante os séculos XVI e XVII. Na região em questão, eram consumidos os búcaros provenientes da atual região mexicana de Tonalá, herança da cultura olmeca.

### Causas bioquímicas
A chave para a compreensão dos efeitos da bucarofagia no organismo humano está no metabolismo do ferro: óxidos presentes nas argilas em questão envolvem-se em reações de oxirredução com o ferro iônico disponível no organismo, gerando óxidos de ferro não-absorvíveis. Como resultado da deficiência de ferro, sofre-se de anemia, que é, por sua vez, a causadora dos três principais sintomas reportados pelos bucarófagos: palidez, desregulação menstrual e alterações na percepção da realidade.

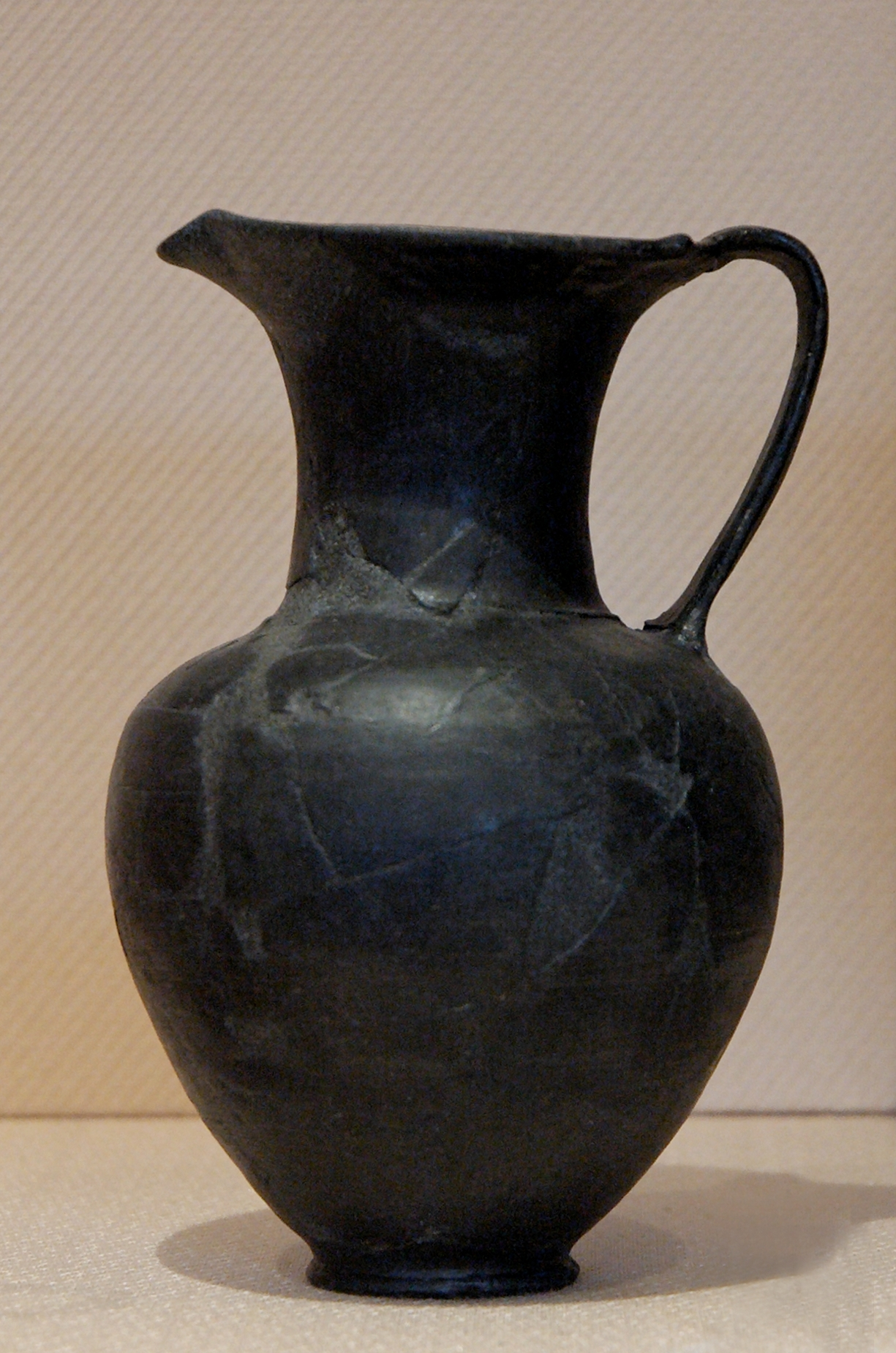
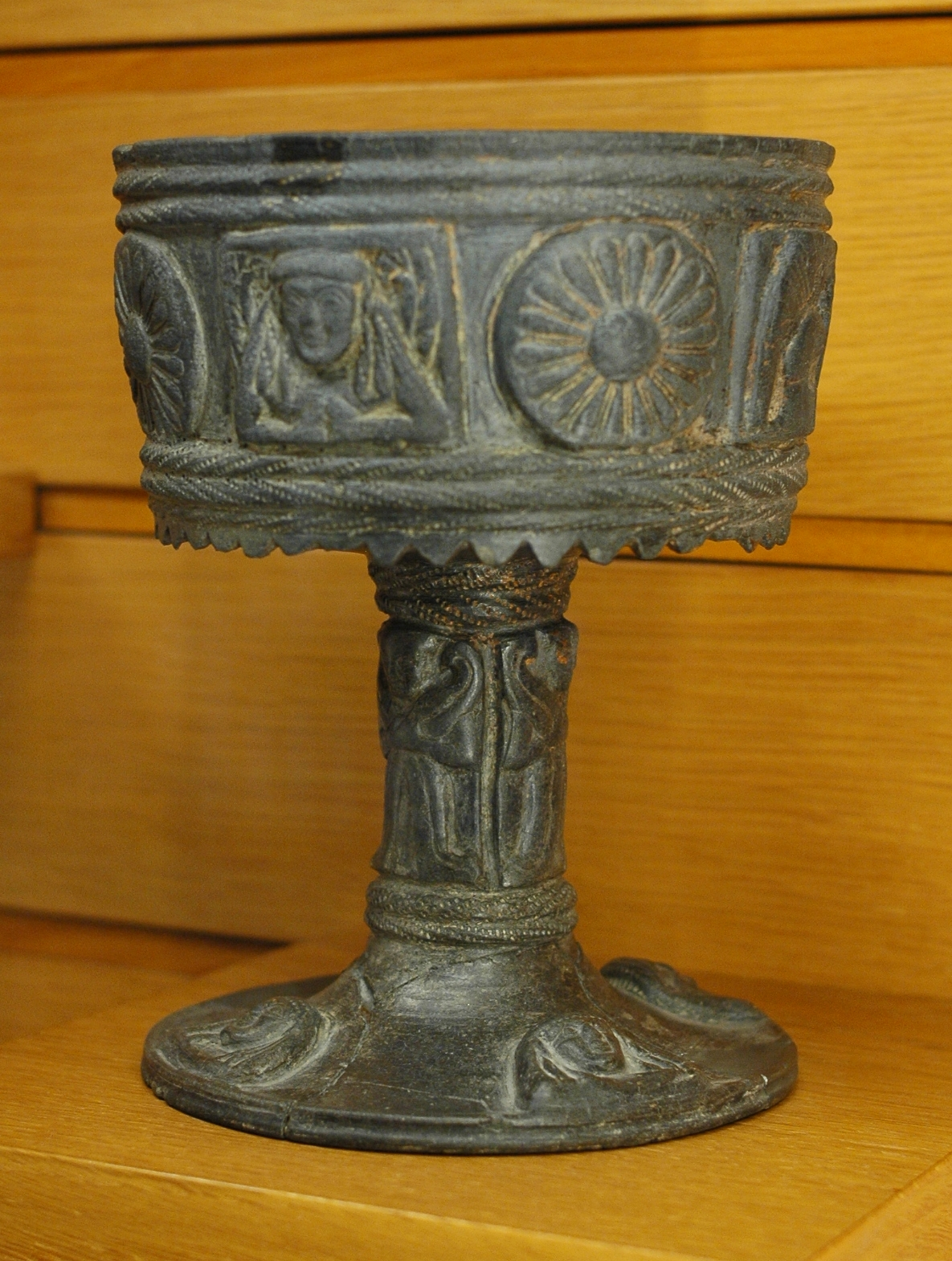
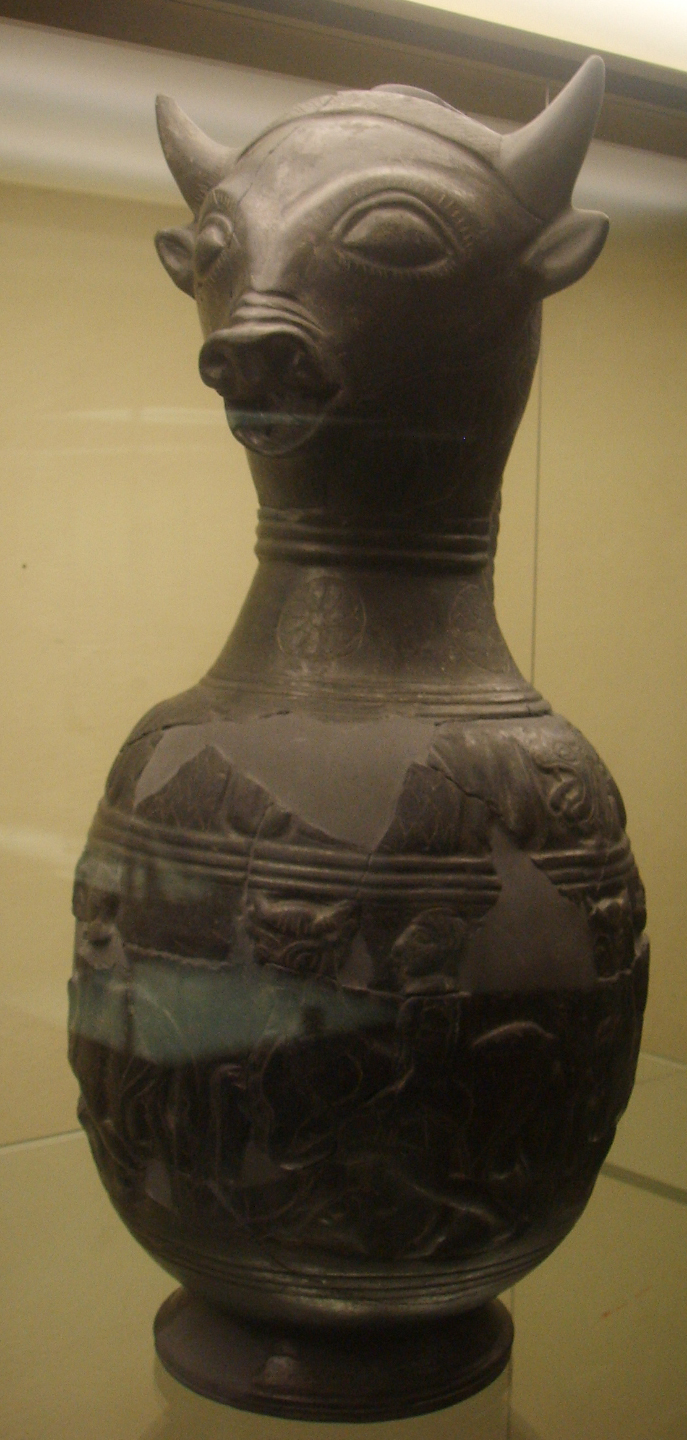
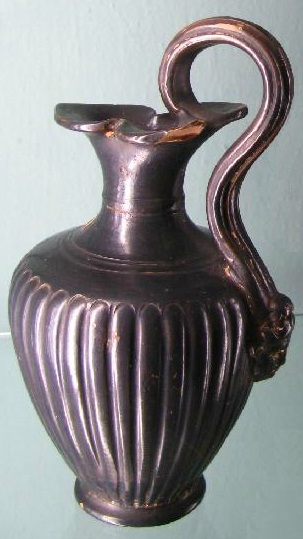
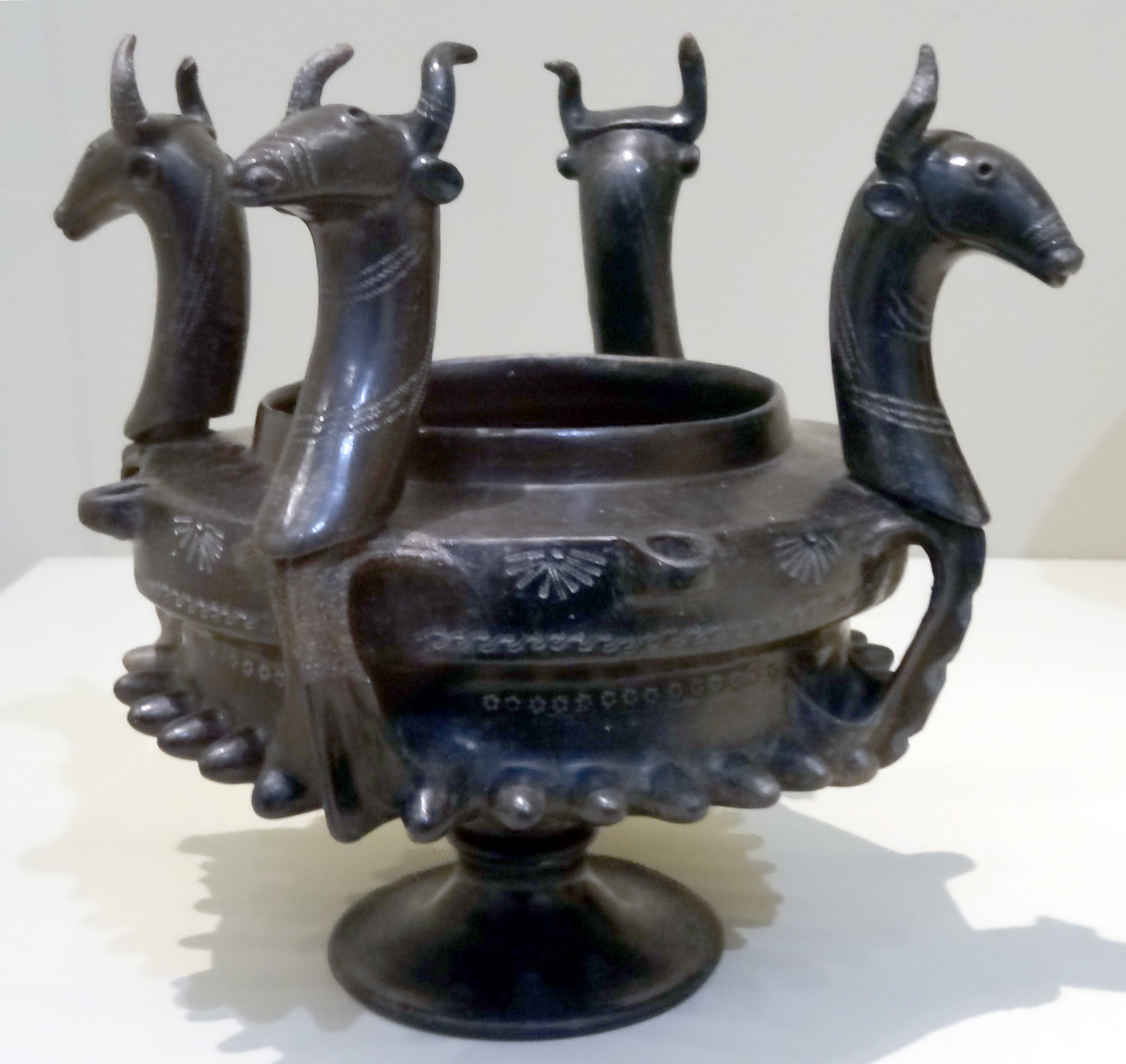